# Khu vực kinh tế châu Âu

Khu vực kinh tế châu Âu gồm có;
Các nước hội viên của Hiệp hội mậu dịch tự do châu Âu (EFTA) (ngoại trừ Thụy Sĩ)
Các nước hội viên Liên minh châu Âu (EU)

Khu vực kinh tế châu Âu (tiếng Anh: European Economic Area, viết tắt là EEA) được thành lập ngày 1.1.1994 tiếp theo một thỏa ước giữa các nước hội viên của Hiệp hội mậu dịch tự do châu Âu (European Free Trade Association, EFTA), Cộng đồng châu Âu (EC), và mọi nước thành viên của Liên minh châu Âu (EU). Nó cho phép các nước hội viên của Hiệp hội mậu dịch tự do châu Âu tham gia vào thị trường chung châu Âu mà không gia nhập Liên minh châu Âu.

## Hội viên
Các bên ký kết Thỏa ước Khu vực kinh tế châu Âu là 3 trong số 4 nước thuộc Hiệp hội mậu dịch tự do châu Âu —Iceland, Liechtenstein và Na Uy (ngoại trừ quần đảo Svalbard)—và 27 nước hội viên Liên minh châu Âu cùng Cộng đồng châu Âu.
Thụy Sĩ không thuộc Khu vực kinh tế châu Âu. Một cuộc trưng cầu ý dân (được Hiến pháp Thụy Sĩ cho phép) đã được tổ chức và đã bác bỏ đề nghị tham gia tổ chức này. Thụy Sĩ liên kết với Liên minh châu Âu bởi thỏa hiệp song phương Thụy Sĩ - Liên minh châu Âu, với nội dung khác biệt với thỏa hiệp của Khu vực kinh tế châu Âu.
Áo, Phần Lan và Thụy Điển gia nhập Khu vực kinh tế châu Âu năm 1994, nhưng Thỏa hiệp Khu vực kinh tế châu Âu được thay thế bằng chức hội viên Liên minh châu Âu năm 1995

### Thỏa ước
Ngoài Thỏa ước năm 1992, 1 thỏa ước sửa đổi đã được ký, cũng như 3 thỏa ước để cho phép tiếp nhận thêm những thành viên mới của Liên minh Châu Âu
| Thỏa ước             | Ký                   | Có hiệu lực         | những nước ký kết ban đầu | chú thích                                        |
| -------------------- | -------------------- | ------------------- | ------------------------- | ------------------------------------------------ |
| Thỏa thuận EEA       | 2 tháng 5 năm 1992   | 1 tháng 1 năm 1994  | 19 quốc gia + EEC và ECSC | Có hiệu lực như được chỉnh sử bởi Nghị định 1993 |
| Nghị định sử đổi     | 17 tháng 3 năm 1993  | 1 tháng 1 năm 1994  | 18 quốc gia + EEC và ECSC | Cho phép có hiệu lực mà không có Thụy Sỹ         |
| 10 nước mới tham gia | 14 tháng 10 năm 2003 | 6 tháng 12 năm 2005 | 28 quốc gia + EC          | sau Sự mở rộng của Liên minh Châu Âu năm 2004    |
| 2 nước mới tham gia  | 25 tháng 7 năm 2007  | 9 tháng 11 năm 2011 | 30 quốc gia + EC          | sau Sự mở rộng của Liên minh Châu Âu năm 2007    |
| 1 nước mới tham gia  | 11 tháng 4 năm 2014  | chưa có hiệu lực    | 31 quốc gia + EU          | sau Sự mở rộng của Liên minh Châu Âu năm 2013    |

### Sự thông qua của Thỏa thuận EEA
| Quốc gia       | Ngày ký                   | Ngày thông qua           | Có hiệu lực              | Chú thích |
| -------------- | ------------------------- | ------------------------ | ------------------------ | --- |
| Áo             | 2 tháng 5 năm 1992        | 15 tháng 10 năm 1992     | 1 tháng 1 năm 1994       | Thành viên EU (from ngày 1 tháng 1 năm 1995) được chấp nhận vào EEA dưới tư cách thành viên EFTA                                                                                                |
| Bỉ             | 2 tháng 5 năm 1992        | 9 tháng 11 năm 1993      | 1 tháng 1 năm 1994       | Thành viên EU |
| Bulgaria       | 25 tháng 7 năm 2007       | 29 tháng 2 năm 2008      | 9 tháng 11 năm 2011      | Thành viên EU |
| Croatia        | 11 tháng 4 năm 2014       | 24 tháng 3 năm 2015      | Không                    | Thành viên EU (từ 1 tháng 7 năm 2013) Provisional application from ngày 12 tháng 4 năm 2014 |
| Síp            | ngày 14 tháng 10 năm 2003 | ngày 30 tháng 4 năm 2004 | ngày 6 tháng 12 năm 2005 | Thành viên EU (The agreement is not applied to Northern Cyprus) |
| Cộng hòa Séc   | 14 tháng 10 năm 2003      | 10 tháng 6 năm 2004      | 6 tháng 12 năm 2005      | Thành viên EU |
| Đan Mạch       | 2 tháng 5 năm 1992        | 30 tháng 12 năm 1992     | 1 tháng 1 năm 1994       | Thành viên EU |
| European Union | ngày 2 tháng 5 năm 1992   | 13 tháng 12 năm 1993     | 1 tháng 1 năm 1994       | originally as European Economic Community and European Coal and Steel Community |
| Estonia        | 14 tháng 10 năm 2003      | 13 tháng 5 năm 2004      | 6 tháng 12 năm 2005      | Thành viên EU |
| Phần Lan       | 2 tháng 5 năm 1992        | 17 tháng 12 năm 1992     | 1 tháng 1 năm 1994       | Thành viên EU (từ 1 tháng 1 năm 1995) được chấp nhận vào EEA dưới tư cách thành viên EFTA |
| Pháp           | 2 tháng 5 năm 1992        | 10 tháng 12 năm 1993     | 1 tháng 1 năm 1994       | Thành viên EU |
| Đức            | 2 tháng 5 năm 1992        | 23 tháng 6 năm 1993      | 1 tháng 1 năm 1994       | Thành viên EU |
| Hy Lạp         | 2 tháng 5 năm 1992        | 10 tháng 9 năm 1993      | 1 tháng 1 năm 1994       | Thành viên EU |
| Hungary        | 14 tháng 10 năm 2003      | 26 tháng 4 năm 2004      | 6 tháng 12 năm 2005      | Thành viên EU |
| Iceland        | 2 tháng 5 năm 1992        | 4 tháng 2 năm 1993       | 1 tháng 1 năm 1994       | Thành viên EFTA |
| Ireland        | 2 tháng 5 năm 1992        | 29 tháng 7 năm 1993      | 1 tháng 1 năm 1994       | Thành viên EU |
| Ý              | 2 tháng 5 năm 1992        | 15 tháng 11 năm 1993     | 1 tháng 1 năm 1994       | Thành viên EU |
| Latvia         | 14 tháng 10 năm 2003      | 4 tháng 5 năm 2004       | ngày 6 tháng 12 năm 2005 | Thành viên EU |
| Liechtenstein  | 2 tháng 5 năm 1992        | 25 tháng 4 năm 1995      | 1 tháng 5 năm 1995       | Thành viên EFTA |
| Litva          | 14 tháng 10 năm 2003      | 27 tháng 4 năm 2004      | 6 tháng 12 năm 2005      | Thành viên EU |
| Luxembourg     | 2 tháng 5 năm 1992        | 21 tháng 10 năm 1993     | 1 tháng 1 năm 1994       | Thành viên EU |
| Malta          | 14 tháng 10 năm 2003      | 5 tháng 3 năm 2004       | 6 tháng 12 năm 2005      | Thành viên EU |
| Hà Lan         | 2 tháng 5 năm 1992        | 31 tháng 12 năm 1992     | 1 tháng 1 năm 1994       | Thành viên EU |
| Na Uy          | 2 tháng 5 năm 1992        | 19 tháng 11 năm 1992     | 1 tháng 1 năm 1994       | Thành viên EFTA |
| Ba Lan         | 14 tháng 10 năm 2003      | 8 tháng 10 năm 2004      | 6 tháng 12 năm 2005      | Thành viên EU |
| Bồ Đào Nha     | 2 tháng 5 năm 1992        | 9 tháng 3 năm 1993       | 1 tháng 1 năm 1994       | Thành viên EU |
| România        | 25 tháng 7 năm 2007       | 23 tháng 5 năm 2008      | 9 tháng 12 năm 2011      | Thành viên EU |
| Slovakia       | 14 tháng 10 năm 2003      | 19 tháng 3 năm 2004      | 6 tháng 12 năm 2005      | Thành viên EU |
| Slovenia       | 14 tháng 10 năm 2003      | 30 tháng 6 năm 2005      | 6 tháng 12 năm 2005      | Thành viên EU |
| Tây Ban Nha    | 2 tháng 5 năm 1992        | 3 tháng 12 năm 1993      | 1 tháng 1 năm 1994       | Thành viên EU |
| Thụy Điển      | 2 tháng 5 năm 1992        | 18 tháng 12 năm 1992     | 1 tháng 1 năm 1994       | Thành viên EU (từ 1 tháng 1 năm 1995) được chấp nhận vào EEA dưới tư cách thành viên EFTA |
| Thụy Sĩ        | 2 tháng 5 năm 1992        | Không                    | Không                    | Thành viên EFTA EEA ratification rejected in a 1992 referendum Removed as contracting party in 1993 protocol                                                                                    |
| Anh Quốc       | 2 tháng 5 năm 1992        | 15 tháng 11 năm 1993     | 1 tháng 1 năm 1994       | EU member, includes Gibraltar Voted in a 2016 referendum to leave the EU (planned to be effective by ngày 29 tháng 3 năm 2019) The future status of UK inclusion in the EEA remains unresolved. |

## Các quyền tự do và bổn phận
Khu vực kinh tế châu Âu dựa trên cùng "4 quyền tự do" như Liên minh châu Âu: di chuyển tự do hàng hóa, người, dịch vụ và vốn trong phạm vi các nước thuộc Khu vực kinh tế châu Âu. Như vậy các nước thuộc Hiệp hội mậu dịch tự do châu Âu nay là thành phần của Khu vực kinh tế châu Âu, được hưởng sự tự do mậu dịch với Liên minh châu Âu.
Là bên đối tác, các nước này phải chấp nhận thực hiện phần của Luật Liên minh châu Âu.
Các nước này có ít ảnh hưởng trên các quá trình đưa ra quyết định ở Bruxelles.
Các nước hội viên Hiệp hội mậu dịch tự do châu Âu là thành phần của Khu vực kinh tế châu Âu không phải mang gánh nặng tài chính liên quan tới chức hội viên Liên minh châu Âu, dù rằng các nước này có đóng góp tài chính vào thị trường chung châu Âu. Sau khi Liên minh châu Âu/Khu vực kinh tế châu Âu mở rộng năm 2004, có sự tăng trưởng gấp 10 lần trong đóng góp tài chính của các nước Khu vực kinh tế châu Âu, đặc biệt là Na Uy, vào mức độ cố kết kinh tế và xã hội trong thị trường nội bộ (1.167 triệu euro trong 5 năm).
Các nước trong Hiệp hội mậu dịch tự do châu Âu không được nhận bất cứ tiền tài trợ nào của Liên minh châu Âu và của các quỹ phát triển.

## Pháp luật
Các nước hội viên của Khu vực kinh tế châu Âu không phải là hội viên của Liên minh châu Âu (Iceland, Liechtenstein và Na Uy) đồng ý thi hành pháp luật tương tự như của Liên minh châu Âu trong các lãnh vực chính sách xã hội, bảo vệ người tiêu dùng, môi trường thiên nhiên, luật công ty và thống kê. Một số lãnh vực trên vốn đã được thi hành trong Cộng đồng châu Âu ("trụ cột" thứ nhất của Liên minh châu Âu).
Các nước nói trên không có đại diện trong các cơ quan của Liên minh châu Âu, chẳng hạn như Quốc hội châu Âu hoặc Ủy ban châu Âu. Tháng 2 năm 2001, thủ tướng Na Uy Jens Stoltenberg mô tả tình trạng này là một "fax democracy" (dân chủ sao chép), với việc Na Uy chờ đợi luật pháp mới nhất được Ủy ban châu Âu đánh fax tới.

## Các cơ quan
Một Ủy ban liên hợp gồm các nước trong Khu vực kinh tế châu Âu, các nước thuộc Hiệp hội mậu dịch tự do châu Âu với Ủy ban châu Âu (đại diện Liên minh châu Âu) có nhiệm vụ mở rộng các luật liên quan của Liên minh châu Âu tới các nước hội viên không thuộc Liên minh châu Âu. Một hội đồng Khu vực kinh tế châu Âu sẽ họp mỗi năm 2 lần để điều khiển toàn bộ quan hệ giữa các nước hội viên của Khu vực kinh tế châu Âu.
Thay cho các cơ quan toàn Khu vực kinh tế châu Âu (pan-EEA), các hoạt động của Khu vực kinh tế này được điều chỉnh bởi Cơ quan giám sát của Hiệp hội mậu dịch tự do châu Âu (EFTA Surveillance Authority) và Tòa án của Hiệp hội này (EFTA Court), song song với công việc của Ủy ban châu Âu và Tòa án Cộng đồng châu Âu (European Court of Justice).

## Khu vực kinh tế châu Âu và Tài trợ của Na Uy
Khu vực kinh tế châu Âu và Tài trợ của Na Uy là các đóng góp tài chính của Iceland, Liechtenstein và Na Uy nhằm làm giảm các chênh lệch kinh tế và xã hội ở châu Âu. Trong thời gian 2004- 2009, một dự án tài trợ 1,3 tỷ euro đã được cấp cho 15 nước thụ hưởng ở Trung và Nam Âu.
Khu vực kinh tế châu Âu và Tài trợ của Na Uy được thiết lập cùng với việc mở rộng Khu vực kinh tế châu Âu năm 2004, đưa các nước trong Liên minh châu Âu, Iceland, Liechtenstein và Na Uy vào một Thị trường nội bộ.